# Benthobatis kreffti
Cá điện mù Brasil (tên khoa học Benthobatis kreffti) là một loài cá thuộc họ Narcinidae. Nó là loài đặc hữu của Brazil. Môi trường sống tự nhiên của chúng là các vùng biển mở.